# Monica Macovei
Monica Macovei, född 4 februari 1959 i Bukarest, är en rumänsk jurist och politiker. Sedan 2009 är hon Europaparlamentariker och företräder partiet M10. Hon var partilös justitieminister i Călin Popescu-Tăriceanus första regering. Som justitieminister var Macovei med om att driva igenom juridiska reformer som möjliggjorde Rumäniens medlemskap i Europeiska unionen. Hon var en av kandidaterna i presidentvalet i Rumänien 2014.